# Richtlinie 89/655/EWG
Die Richtlinie 89/654/EWG ist eine Europäische Richtlinie, die als die Zweite Einzelrichtlinie zur Richtlinie 89/391/EWG (Arbeitsschutz-Rahmenrichtlinie) die Mindestanforderungen für Arbeitsmittel ergänzte. Aufgrund der mehrfachen und erheblichen Änderungen an dieser Richtlinie beschloss die EU sie zu kodifizieren und aufzuheben und durch die Richtlinie 2009/104/EG zu ersetzen.

## Aufbau der Richtlinie  89/655/EWG
- ABSCHNITT I ALLGEMEINE BESTIMMUNGEN
  - Artikel 1 Ziel der Richtlinie
  - Artikel 2 Definitionen
- ABSCHNITT II PFLICHTEN DES ARBEITGEBERS
  - Artikel 3 Allgemeine Pflichten
  - Artikel 4 Vorschriften für die Arbeitsmittel
  - Artikel 5 Spezifisch gefährliche Arbeitsmittel
  - Artikel 6 Unterrichtung der Arbeitnehmer
  - Artikel 7 Unterweisung der Arbeitnehmer
  - Artikel 8 Anhörung und Beteiligung der Arbeitnehmer
- ABSCHNITT III SONSTIGE BESTIMMUNGEN
  - Artikel 9 Änderung des Anhangs
  - Artikel 10 Schlußbestimmungen
  - Artikel 11
- ANHANG MINDESTVORSCHRIFTEN NACH ARTIKEL 4 ABSATZ 1 BUCHSTABE a ) ZIFFER ii ) UND BUCHSTABE b ) 1